# Nightbird (álbum de Erasure)
Nigthbird es el undécimo álbum de estudio del dúo británico de synthpop Erasure. Fue producido por el propio dueto y distribuido por Mute Records en el Reino Unido y los Estados Unidos de América, salió a la venta el 25 de enero de 2005.
El álbum resultó exitoso tanto crítica como comercialmente, gracias a reseñas positivas de críticos musicales que lo describieron como "un perfecto ejemplo de lo que es la madurez pop", señalando que "el dúo se ha lanzado a una nueva fase de composiciones clásicas y de innovadora maestría musical", mostrando que en sus discos "todo permanece tal como empezó (...) en 1986", es decir, brillantes canciones pop de 3 minutos producidas con meticulosidad. Para muchos seguidores de la banda, Nightbird significó el retorno al sonido y sentimiento de álbumes clásicos de Erasure como Wonderland y Chorus. La revelación de que el cantante Andy Bell es seropositivo hecha antes del lanzamiento del álbum dio un nuevo significado a las letras algo melancólicas e introspectivas.
Para otros fue una sorpresa que el primer sencillo "Breathe" ingresara en las listas del Reino Unido en el puesto número 4, el puesto más alto para Erasure desde que "Always" alcanzara esa misma posición en 1994. Aunque ningún sencillo del álbum ingresara al Billboard Hot 100, dos de ellos se ubicaron en la lista de los 10 primeros del Hot 100 Singles Sales chart. "Breathe" se convirtió en el segundo número uno del Hot Dance Music/Club play chart para Erasure, el primero desde "Victim of Love" en 1987. 
Una gira con numerosos conciertos en el Reino Unido, Europa y los Estados Unidos -que incluyó 10 fechas con localidades agotadas en Nueva York- acompañó la salida del álbum. La gira, llamada The Erasure Show, presentaba el extravagante diseño escenográfico y el cambio de atuendos por los que es conocido Erasure. La gira finalizó en junio de 2005.

## Listado de canciones
El álbum apareció sólo en formato estándar de disco compacto, aunque fue también el primero del dúo disponible a través de Internet.

| Nightbird |                                           |          |  |
| N.º       | Título                                    | Duración |  |
| 1.        | «No Doubt»                                | 4:01     |  |
| 2.        | «Here I Go Impossible Again»              | 3:43     |  |
| 3.        | «Let's Take One More Rocket to the Moon»  | 4:48     |  |
| 4.        | «Breathe»                                 | 3:51     |  |
| 5.        | «I'll Be There»                           | 3:23     |  |
| 6.        | «Because Our Love is Real»                | 3:42     |  |
| 7.        | «Don't Say You Love Me»                   | 4:03     |  |
| 8.        | «All This Time Still Falling Out of Love» | 4:18     |  |
| 9.        | «I Broke It All in Two»                   | 3:42     |  |
| 10.       | «Sweet Surrender»                         | 4:01     |  |
| 11.       | «I Bet You're Mad at Me»                  | 4:04     |  |

| Pistas adicionales en la edición japonesa |                                            |          |  |
| N.º                                       | Título                                     | Duración |  |
| 12.                                       | «Breathe» (acústica)                       | 3:59     |  |
| 13.                                       | «Breathe» (Peter Heller Main Mix)          | 7:13     |  |
| 14.                                       | «Breathe» (video promocional, para CD ROM) | 3:53     |  |

## Créditos
Todos los temas fueron escritos por Clarke/Bell.
Publicado por: Musical Moments (Europe) Ltd./Minotaur Music Ltd./Sony Music Publishing (UK) Ltd.
- Productor: Erasure.
- Programación: Erasure y Jon Collyer.
- Masterizado por: Tom Coyne en Sterling Sound.
- Mezclado por: Tom Elmhirst en The Pierce Rooms y The Instrument para This Much Talent
  - excepto:
    - All This Time Still Falling Out Of Love mezclado por: Mark Saunders y Vince Clarke en Beat360.
- Ingeniero adicional y asistente en The Pierce Rooms: Mark Reily.
- Asistentes en The Instrument: Anne Carruthers, David Williams, David Taylor.
- Voces producidas y grabadas por: Steve Walsh en Union Street Recording, Brooklyn, NY.
- Producción vocal adicional: Jill Walsh.
- Edición vocal adicional: Nick Cipriano.
- Arreglo vocal en Breathe: Steve Walsh.
- Coros: Jill Walsh en temas 1-5, 8 y 9.
- Diseño de tapa: Robert Ryan y This Is Real Art.

### Posición en las listas
El álbum alcanzó el puesto 27 del ranking británico, número 22 en Alemania,25 en Dinamarca,34 en Suecia y 18 en el ranking argentino.